# Демолингвистика
Демолингвистика (енгл. demolinguistics) је научна дисциплина која се бави анализом језичких прилика у општој популацији на одређеном подручју, према критеријуму територијалне припадности. Као интердисциплинарна научна област, саставни је део лингвистике и демографије.
Из лингвистичког угла, демолингвистика анализира целокупну популацију неког подручја ради сагледавања општих језичких прилика на одређеној територији, са тежиштем на проучавању заступљености говорних и матерњих језика и дијалеката, као и односа између званичних, већинских и мањинских језика и дијалеката на анализираном подручју. Из демографског угла, демолингвистика се бави прикупљањем, обрадом и анализом статистичких података о укупном броју и територијалној заступљености говорника сваког језика (или дијалекта) на проучаваној територији. 
Демолингвистика посматра становништво неког подручја као јединствену целину, према начелу територијалне припадности, за разлику од етнолингвистике која проучава језичке појаве из угла етничке припадности.